# 木吉他民歌西餐廳
木吉他民歌餐廳，台灣民歌時期北部著名的民歌餐廳，全盛時期餐廳遍佈台北、樹林、桃園、中壢、新竹，1980-2010年期間許多知名歌手出自該餐廳，2018年4月8日已歇業。